# Pavage carré tronqué
Le pavage carré tronqué est, en géométrie, un pavage semi-régulier du plan euclidien, constitué de carrés et d'octogones.